# Российский государственный институт сценических искусств
Федеральное государственное бюджетное образовательное учреждение высшего образования «Российский государственный институт сценических искусств» — российское высшее учебное заведение, обучающее театральным специальностям. Входит в Союз европейских театральных школ и академий. Старейший театральный институт в России.

## История
Ведёт свою историю от Петербургской Театральной школы разных специальностей, созданной в 1779 году на базе Танцевальной школы. в XIX веке — Санкт-Петербургское Императорское театральное училище.
В 1918 году на основе Драматических курсов, учреждённых в 1888 году, народный комиссар просвещения А. В. Луначарский подписал постановление об организации Школы актёрского мастерства (ШАМ). Это было первое театральное учебное заведение, созданное советской властью.
В 1922 году Школа актёрского мастерства была объединена с Курсами мастерства сценических постановок (Курмасцеп при Наркомпросе), Институтом ритма, Драматической школой Сорабис и Хореографическим техникумом в единое учреждение — Институт сценических искусств (ИСИ).
В 1926 году ИСИ был переименован в Техникум сценических искусств (ТСИ).
В 1936 году ТСИ объединён со средними театральными учебными заведениями при ленинградских театрах в Центральное театральное училище (ЦТУ).
С 1939 — Ленинградский государственный театральный институт, решение Совета Народных Комиссаров СССР от 17.07.1939 и Приказ Комитета по делам искусств № 387 от 29.07.1939).
В 1948 году институту присвоено имя А. Н. Островского (Постановление Совета Министров СССР от 11.05.1948 № 1566, приказ Министерства Высшего образования СССР № 673 от 15.05.1948 и Приказ Комитета по делам искусств при Совете Министров РСФСР от 01.06.1948).
В 1962 году институт получил новое название — Ленинградский государственный институт театра, музыки и кинематографии (ЛГИТМиК), Приказ Министерства высшего и среднего специального образования СССР № 295 от 24.10.1961 и Министерства культуры РСФСР № 937 от 01.11.1961.
С 1962 года при институте открыт Учебный театр «На Моховой».
В 1984 году институту было присвоено имя Н. К. Черкасова, Постановление Совета Министров РСФСР № 274 от 26.06.1984 и Приказ Министерства культуры РСФСР № 446 от 26.07.1984.
В 1990 году Научно-исследовательский отдел выделен в Российский институт искусствознания.
В 1991 году в связи с переименованием города Приказом Министерства культуры РСФСР № 293 от 24.09.1991 институт переименован в Санкт-Петербургский государственный институт театра, музыки и кинематографии имени Н. К. Черкасова (СПбГИТМиК).
В 1993 году СПбГИТМиК им. Н. К. Черкасова переименован в Санкт-Петербургскую государственную академию театрального искусства (СПбГАТИ), Приказ Государственного комитета РФ по высшему образованию № 177 от 31.08.1993.
В 2015 году Санкт-Петербургская государственная академия театрального искусства (СПбГАТИ) переименована в федеральное государственное бюджетное образовательное учреждение высшего образования Российский государственный институт сценических искусств (РГИСИ), Приказ Министерства культуры Российской Федерации № 2568 от 13.10.2015.

## Здание

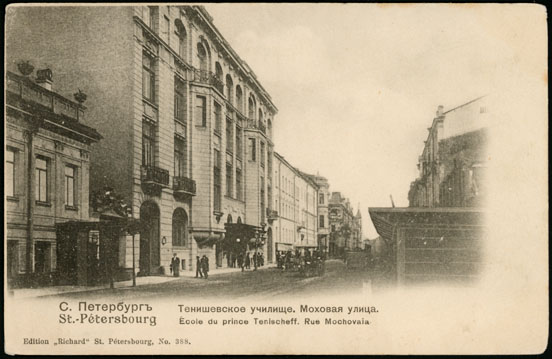
Тенишевское училище на Моховой улице

В 1899—1900 годах архитектором Р. А. Берзеном возведены дома № 33—35 для коммерческого Тенишевского училища, основанного князем В. Н. Тенишевым. В этом училище учились, например, поэт О. Э. Мандельштам (1900—1907) и писатель В. В. Набоков (1911—1917). В 1914 году в большом зале училища были показаны спектакли «Балаганчик» и «Незнакомка» по произведениям А. Блока в постановке Вс. Мейерхольда.
В 1922 году здание было предоставлено одному из первых в мире профессиональных репертуарных детских театров — петроградскому Театру юного зрителя. В 1962 году театр переехал в специально построенное для него здание на Пионерской площади, а в старом здании на Моховой улице был открыт учебный театр Ленинградского государственного института театра, музыки и кинематографии. О тюзовских днях напоминает мемориальная доска, посвященная основателю ТЮЗа А. А. Брянцеву.

## Факультеты
В институте действуют факультеты:
- Факультет актёрского искусства и режиссуры
- Факультет музыкального театра и эстрадного искусства
- Факультет театра кукол
- Факультет сценографии и театральной технологии
- Театроведческий факультет
- Продюсерский факультет
- Факультет мастерства сценических постановок
- Факультет аудиовизуальных искусств

В рамках национального проекта «Культура» во Владивостоке, Калининграде и Кемерове создаются филиалы Российского государственного института сценических искусств — Высшие школы музыкального и театрального искусства (ВШМТИ): Балтийская ВШМТИ (Калининград), Сибирская ВШМТИ (Кемерово), Приморская ВШМТИ (Владивосток).

## Преподаватели и мастера курсов
- Преподаватели и мастера курсов

## Выпускники и слушатели
- Выпускники Российского государственного института сценических искусств

Выпускниками ЛГИТМиКа был создан Томский театр юного зрителя.

## Награды
- Почётный диплом Законодательного собрания Санкт-Петербурга (3 марта 2004 года) — за выдающийся вклад в развитие культуры и искусства в Санкт-Петербурге и в связи с 225-летием со дня основания[10].